# Peloroplites cedrimontanus
Peloroplites cedrimontanus es la única especie conocida del género extinto  Peloroplites  (del griego pelor “monstruo” + hoplita “hombre armado”)de dinosaurio tireofóro nodosáurido, que vivió a mediados del período Cretácico, hace aproximadamente 110 millones de años, en el Albiense, en lo que es hoy Norteamérica. Es conocido a partir de un esqueleto postcraneal y un cráneo de la base del Miembro Mussentuchit de la Formación Montaña Cedar en el Condado de Emery, Utah, EE. UU..  Fue nombrado en 2008 por Kenneth Carpenter y colegas. La especie tipo es P. cedrimontanus, en referencia a la formación geológica de donde provienen.

## Descripción

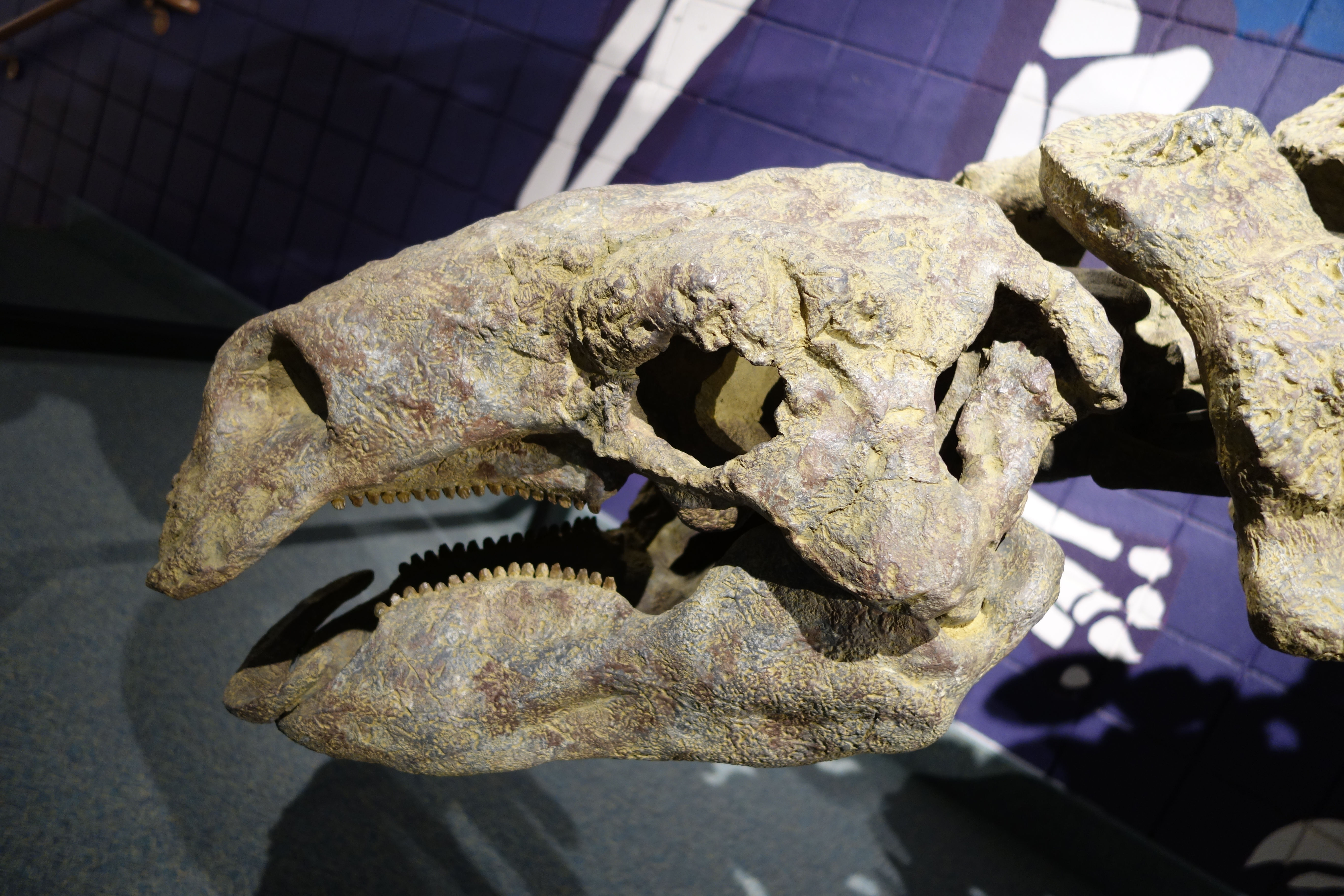
Cráneo

Peloroplites media alrededor de  5,5 metros de largo, comparable con el contemporáneo Sauropelta. Es uno de los más grandes nodosáuridos, y proviene de una época en que, en general, los anquilosaurianos alcanzaban grandes tamaños.
Peloroplites está basado en el holotipo catalogado como CEUM 26331, un cráneo parcial, con numerosos huesos postcraneales recuperados de la misma mina. Estos especímenes se designaron como paratipos.
El cráneo mide aproximadamente 56 centímetros de largo y 35,5 de ancho a la altura de los ojos. Carece de dientes premaxilares y poseía un pico, y tenían solamente proyecciones en forma de cuerno modestas. El techo del cráneo estaba levemente abovedado, y el único diente maxilar preservado era grande y similar a los dientes asignados a Priconodon, otro nodosáurido grande casi del mismo período. Las quijadas, representadas por sus mitades posteriores, están construidas pesadamente.
Los huesos postcraneales representan casi la totalidad del cuerpo, exceptuando el pie. Seis vértebras fusionadas servían de apoyo a la cadera, como en Silvisaurus. Los iliones, los huesos más grandes de la cadera, parecen haber estado muy orientados hacia fuera de modo inusual, con una inclinación de 55° comparado a los ~30° o ~40° de otros nodosáuridos, pero esto podría ser un efecto de la preservación. A diferencia de la mayoría de los otros nodosáuridos, los cúbitos eran largos y rectos, y el astrágalo no estaba fusionado a la tibia.

## Paleoecología

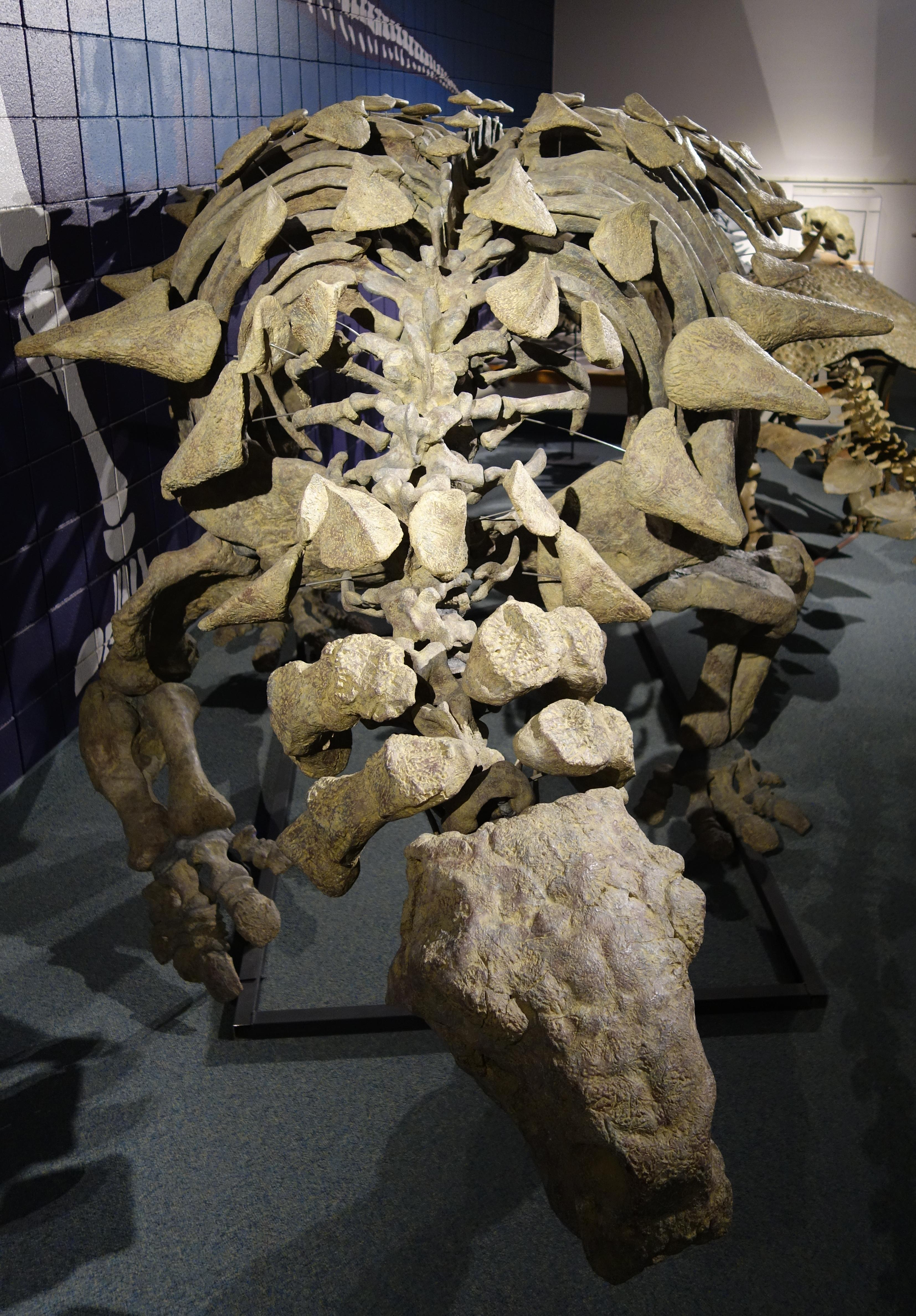
Vista frontal de la reconstrucción del esqueleto.

Peloroplites fue encontrado dentro de lutolita, en una mina que también produjo fósiles de una tortuga, un pterosaurio, cuatro individuos de un nuevo braquiosáurido, el anquilosáurido basal Cedarpelta e iguanodóntidos. Los anquilosaurianos lograron tamaños grandes en el límite Albiense-Aptiense: Peloroplites y Cedarpelta son comparables en tamaño a Sauropelta, un nodosáurido del mismo período de la Formación Cloverly de Wyoming y Montana. De hecho, los huesos aislados de niveles más viejos de la Formación Montaña Cedar, que son asignados usualmente a Sauropelta, pueden pertenecer realmente a Peloroplites.
Los anquilosaurianos son interpretados generalmente como herbívoros que comían cerca del suelo. Los dientes grandes y las quijadas robustas de Peloroplites sugiere que consumiera un forraje más resistente que otros anquilosaurianos.